# 遠山憲美
遠山 憲美（とおやま のりよし　嘉永2年3月1日（1849年3月24日） – 1913年）は、日本のろう教育者。

## 経歴
宇和島藩の藩士である遠山師総の二男として生まれる。英語取得のため、横浜に留学していたらしい。
1877年に槇村正直京都府知事に「建議意見之書（盲唖訓黌設立を促す建議書）」を提出する。この建議書では「天下ノ道理ニ就テ之ヲ考ルトキハ盲唖其他ノ廃疾卜雖モ元ト天賦ノ才力ハ皆ナ人同シ」と主張している。同時期に盲聾学校の設立に働いていた古河太四郎とともに、1878年に京都府雇として学務課勤務を命ぜられる。日本最初の盲唖学校である京都盲唖院の設立に尽力し、1877年に開校すると同校に勤務したが、まもなく古河との対立が生じ、退職。その後は、1879年に大阪模範盲唖学校の設立に協力し、1880年には横浜裁判所に出仕していて、1882年6月時点まで確認できる。また、1879年に盲唖院設立のために鹿児島へ赴く予定とされていて、1883年8月15日に鹿児島で臨時交詢親睦会が開催された際に、客員として遠山の名が確認される。
1887年には「愛媛 遠山憲美」が大日本水産会に入会している。また、1895年には東京府知事官房属に「遠山憲美 京都」の名前が確認される。